# Sigmund Fugger von Kirchberg und Weißenhorn
Sigmund Friedrich Fugger von Kirchberg y Weißenhorn (nacido el 24 de septiembre de 1542 en Augsburg; † el 5 de noviembre de 1600 en Regensburg (?)). Fue obispo de Regensburg de 1598 a 1600.

## Biografía
Sigismund Friedrich era hijo del hombre de negocios y humanista Hans Jakob Fugger (* 1516; † 1575) y Ursula von Harrach (* 1522; † 1554). Entre sus hermanos, algunos de los cuales también fueron nombrados dignatarios clericales, también estaban Karl y Ferdinand como coroneles españoles y Maximilian como comendador de la orden teutónica de Sterzing.
De joven tuvo beneficios como canónigo en Salzburgo, Passau y Regensburg. De 1573 a 1579 fue párroco y decano del monasterio de Laufen (Salzach), de 1580 a 1589 fue decano de la catedral en Salzburgo, de 1596 a 1598 en Passau, de 1586 a 1595 párroco de Kirchberg am Wagram. En 1597 se convirtió en rector de la catedral de Ratisbona y el 2 de julio de 1598 fue elegido obispo.
Sigmund se hizo cargo de un obispado que estaba muy endeudado debido a las cargas de la guerra y las malas cosechas. Como obispo, Sigmund Friedrich se esforzó por continuar el trabajo de reforma del administrador de la diócesis Jakob Miller, quien había dirigido y administrado la diócesis del obispo menor de Ratisbona y cardenal Philipp Wilhelm, duque de Baviera de 1587 a 1597. De acuerdo con las demandas de reforma del Concilio de Trento, se exhortó a los fieles a recibir con frecuencia el sacramento de la penitencia, se supervisó el cumplimiento del deber de celibato de los sacerdotes diocesanos y se estableció la obligación de impartir instrucción religiosa en las parroquias de la diócesis. impuso. Murió de una enfermedad de cálculos.